# Drenchia
Drenchia (słoweń. Dreka) – miejscowość i gmina we Włoszech, w regionie Friuli-Wenecja Julijska, w prowincji Udine.
Według danych na rok 2004 gminę zamieszkiwało 197 osób, 15,2 os./km².